# Cupșeni, Maramureș
Cupșeni este satul de reședință al comunei cu același nume din județul Maramureș, Transilvania, România.

## Istoric
Prima atestare documentară: 1584 (Lupsafalwa). 

## Etimologie
Etimologia numelui localității: din numele de grup cupșeni < n.fam. Cupșa (< bg. Kupča) + suf. -eni (Pătruț, 1980). 

## Monumente istorice
- Biserica de lemn „Sfinții Arhangheli”;
- Biserica de lemn „Sfântul Ilie Proorocul” (sec. XVIII).

## Imagini

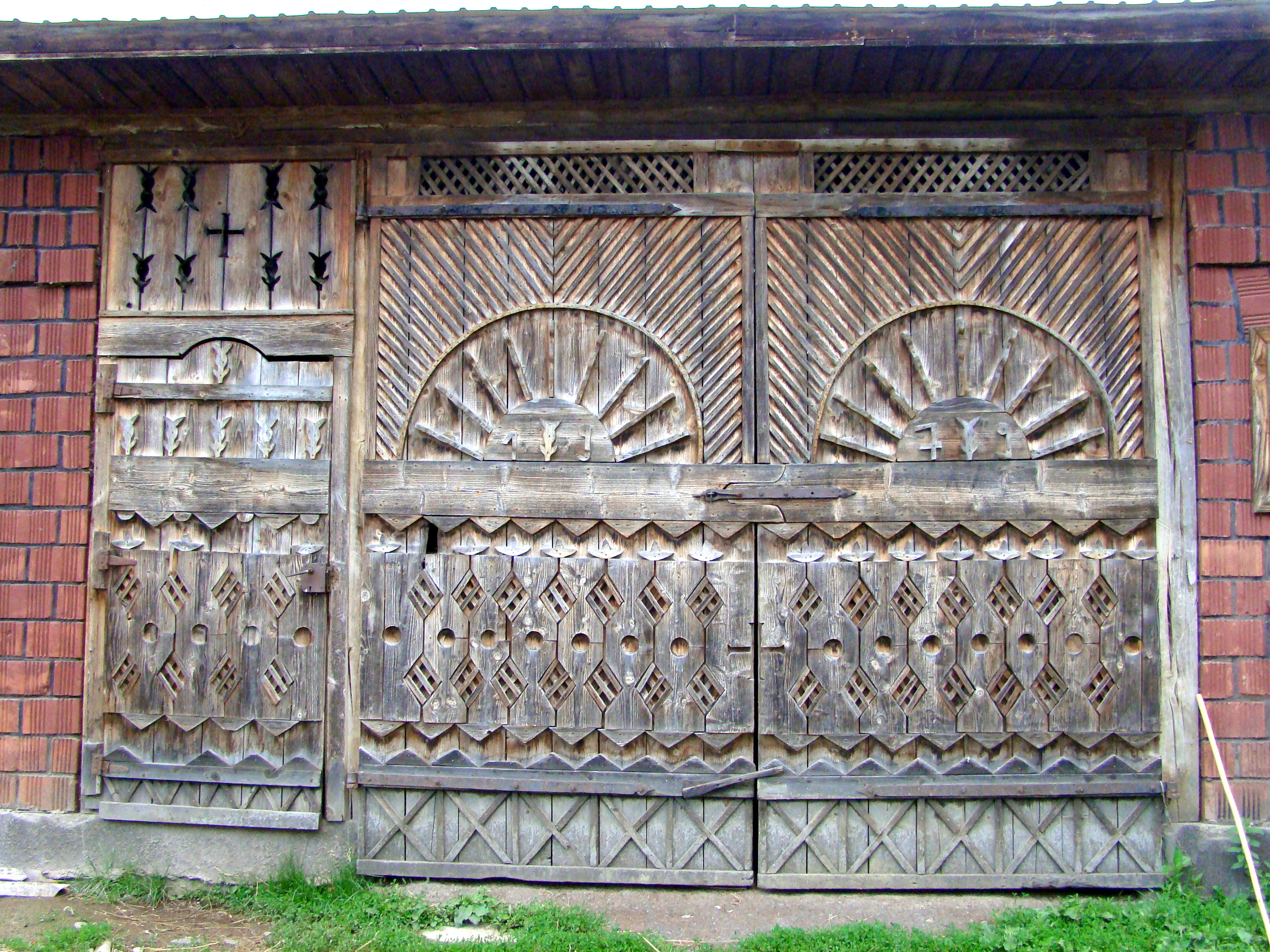
Poartă veche de lemn ornamentată
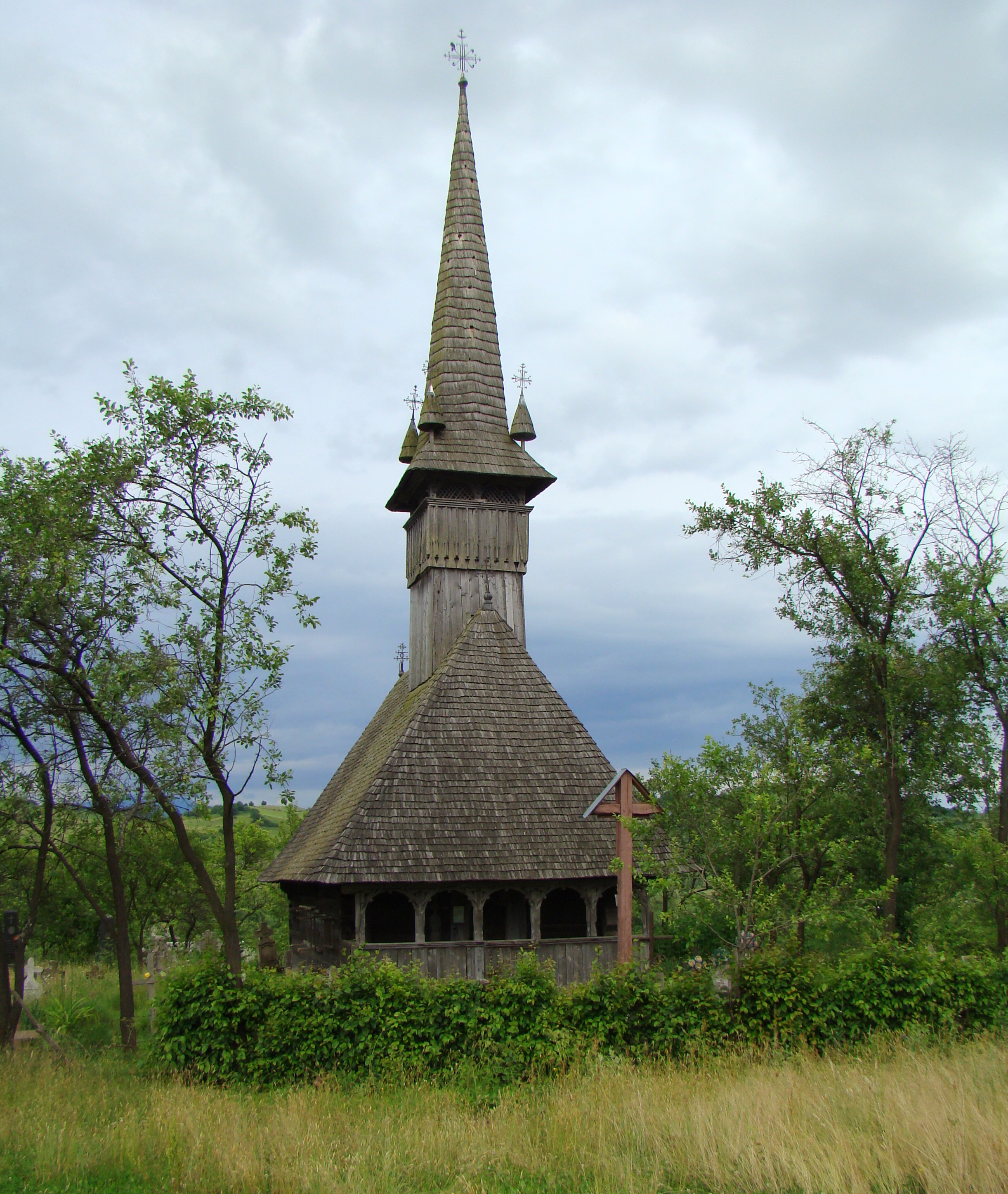
Biserica de lemn Sf. Ilie
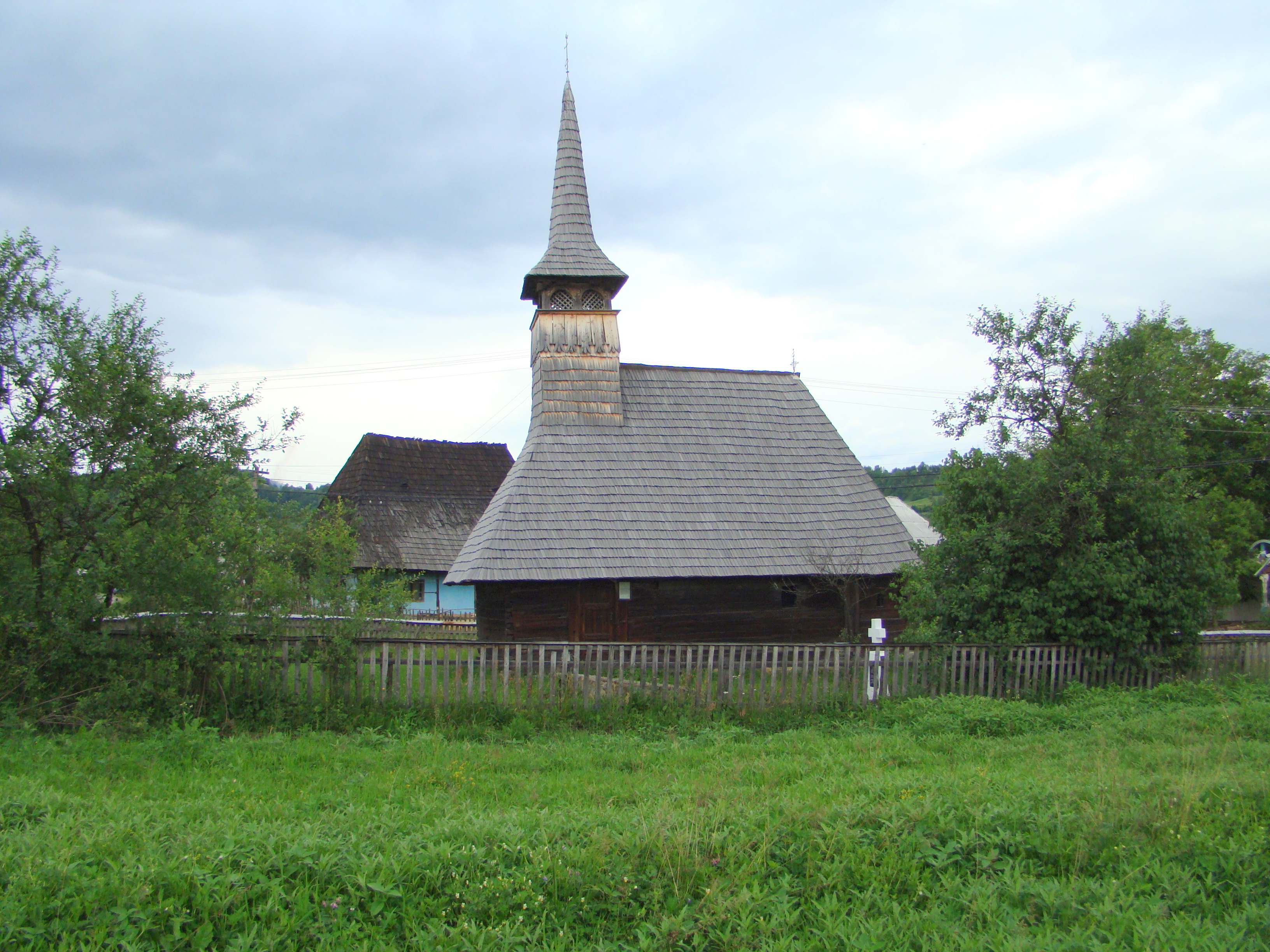
Biserica de lemn Sfinții Arhangheli
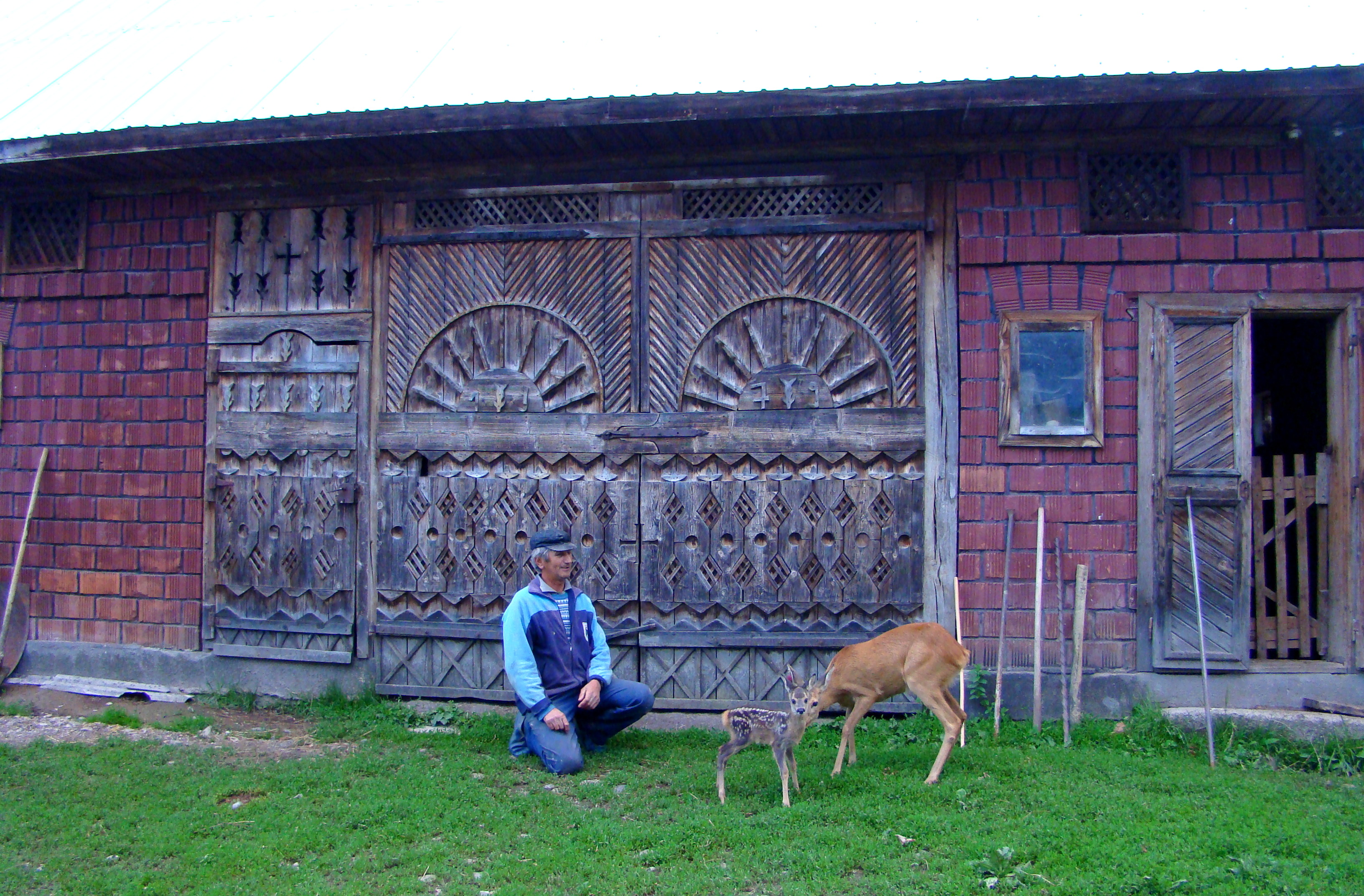